# Uta Gerhardt
Uta Gerhardt (* 11. Juni 1938 in Zella-Mehlis/Thüringen) ist eine deutsche Soziologin. Sie ist emeritierte Professorin  der Universität Heidelberg. 

## Leben und Wirken
Uta Gerhardt studierte Soziologie, Philosophie und Geschichte in Frankfurt am Main und Berlin und promovierte 1969 in Konstanz. Ihre Habilitationsschrift Rollenanalyse als kritische Soziologie bildete durch die Behandlung des Themas der sozialen Rolle einen wichtigen Beitrag zur Rollendiskussion der 1960er Jahre.
In Konstanz begann sie als Akademische Rätin ihre universitäre Lehrtätigkeit. Im Sommersemester 1973 übernahm sie eine Lehrstuhlvertretung für Friedrich Tenbruck an der Universität Tübingen. Nach mehrjährigem Forschungsaufenthalt in Großbritannien wurde Uta Gerhardt 1979 Professorin für Medizinsoziologie am Fachbereich Humanmedizin der Justus-Liebig-Universität Gießen. 
Nach einer Gastprofessur in den USA an der Case Western Reserve University in Cleveland wurde sie 1993 Professorin für Soziologie an der Ruprecht-Karls-Universität Heidelberg. Seit 2003 ist sie emeritiert. Gerhardt war von 1980 bis 1984 Mitglied im Vorstand der Deutschen Gesellschaft für Soziologie und von 1980 bis 1983 Erste Vorsitzende der Deutschen Gesellschaft für Medizinische Soziologie.
In der allgemeinen Soziologie sind ihre Studien zu Talcott Parsons von Bedeutung, in der Medizinsoziologie und Lebenslaufforschung ihre Arbeiten über Patientenkarrieren von chronisch Kranken und für die empirische Sozialforschung ihre methodologischen Arbeiten zur Typenbildung, die Max Webers Konzept des Idealtypus für die qualitative Sozialforschung nutzbar macht. Sie trat in ihrer Forschungstätigkeit auch durch zahlreiche Arbeiten hervor, in denen sie die Wissenschaftsgeschichte der Soziologie mit der deutschen Nachkriegsentwicklung und den transatlantischen Beziehungen verknüpfte. Eine Bilanz dieser Forschungen legte sie 2007 vor. In dieser Darstellung wird in vier Abhandlungen „ein Stück Wissenschaftsgeschichte der Soziologie des zwanzigsten Jahrhunderts rekonstruiert“.
Es war Gerhardt, die Kathy Charmaz dazu ermunterte, ihre Erkenntnisse zur Grounded Theory nicht nur zu unterrichten, sondern auch aufzuschreiben, wodurch sie indirekt einen Beitrag zum Erfolg von Charmaz’ konstruktivistischer Version dieser Methodik leistete.

## Schriften (Auswahl)
- Rollenanalyse als kritische Soziologie. Ein konzeptueller Rahmen zur empirische und methodologischen Begründung einer Theorie der Vergesellschaftung. Luchterhand, Neuwied 1971.
- Patientenkarrieren. Eine medizinsoziologische Studie. Suhrkamp, Frankfurt am Main 1986, ISBN 3-518-11325-9.
- Gesellschaft und Gesundheit. Begründung der Medizinsoziologie. Suhrkamp, Frankfurt am Main 1991, ISBN 3-518-28570-X.
- Herz und Handlungsrationalität. Biographische Verläufe nach koronarer Bypass-Operation zwischen Beruf und Berentung. Eine idealtypenanalytische Studie. Suhrkamp, Frankfurt am Main 1999, ISBN 3-518-28984-5.
- Idealtypus. Zur methodischen Begründung der modernen Soziologie. Suhrkamp, Frankfurt am Main 2001, ISBN 3-518-29142-4.
- Soziologie der Stunde Null. Zur Gesellschaftskonzeption des amerikanischen Besatzungsregimes in Deutschland 1944–1945/1946. Suhrkamp, Frankfurt am Main 2005, ISBN 3-518-29368-0.
- Denken der Demokratie. Die Soziologie im atlantischen Transfer des Besatzungsregimes. Vier Abhandlungen. Steiner, Stuttgart 2007, ISBN 978-3-515-09007-0.
- Soziologie im zwanzigsten Jahrhundert. Studien zu ihrer Geschichte in Deutschland. Steiner, Stuttgart 2009, ISBN 978-3-515-09286-9.
- Wirklichkeit(en). Soziologie und Geschichte. Nomos, Baden-Baden 2014, ISBN 978-3-8487-1587-9.